# مکسول جاکوب فریدمن
مکسول تایلر فریدمن ((به انگلیسی: Maxwell Tyler Friedman)متولد ۱۵ مارس ۱۹۹۶) که بیشتر با نام درون رینگش، مسکول جیکوب فریدمن (به انگلیسی: Maxwell Jacob Friedman) یا به اختصار "ام جِی اف" شناخته می شود، کشتی گیر حرفه ای آمریکایی است که با آل الیت رسلینگ قرارداد دارد و اکنون قهرمان کمربند جهانی آل الیت رسلینگ است؛ او همچنین در شرکت خواهر AEW، رینگ آو آنر (ROH) هم فعالیت میکند و به همراه آدام کول، قهرمان تگ تیم رینگ آو آنر می باشد.تایتل رین ام جی اف امروز ۴۵روزه شد